# Episodi di His Dark Materials - Queste oscure materie (seconda stagione)
La seconda stagione della serie televisiva His Dark Materials - Queste oscure materie (His Dark Materials), composta da sette episodi, è stata trasmessa sul canale britannico BBC One dall'8 novembre al 20 dicembre 2020, mentre negli Stati Uniti è andata in onda sul canale via cavo HBO dal 16 novembre al 28 dicembre dello stesso anno.
In Italia, la stagione è andata in onda in prima visione sul canale satellitare Sky Atlantic dal 21 dicembre 2020 all'11 gennaio 2021.
| nº | Titolo originale    | Titolo italiano         | Prima TV UK      | Prima TV Italia  |
| -- | ------------------- | ----------------------- | ---------------- | ---------------- |
| 1  | The City of Magpies | La città nel cielo      | 8 novembre 2020  | 21 dicembre 2020 |
| 2  | The Cave            | La materia oscura       | 15 novembre 2020 | 21 dicembre 2020 |
| 3  | Theft               | Il furto                | 22 novembre 2020 | 28 dicembre 2020 |
| 4  | Tower of the Angels | Il portatore della lama | 29 novembre 2020 | 28 dicembre 2020 |
| 5  | The Scholar         | L'accademica            | 6 dicembre 2020  | 4 gennaio 2021   |
| 6  | Malice              | Le streghe              | 13 dicembre 2020 | 4 gennaio 2021   |
| 7  | Æsahættr            | Æsahættr                | 20 dicembre 2020 | 11 gennaio 2021  |

## La città nel cielo
- Titolo originale: The City of Magpies
- Diretto da: Jamie Childs
- Scritto da: Jack Thorne

### Trama
Dopo aver attraversato il varco creato da Lord Asriel, Lyra e Pantalaimon si ritrovano in un mondo parallelo, in una città fantasma chiamata Cittàgazze. Qui, i due si imbattono in Will; Lyra si spaventa nel vedere che il ragazzo è apparentemente privo di daimon, ma decide infine di fidarsi di lui dietro consiglio di Pantalaimon. I ragazzi si imbattono in due bambine, Paola e Angelica, che spiegano loro che gli adulti hanno abbandonato Cittàgazze per sfuggire agli Spettri, esseri misteriosi che risucchiano loro l’anima; solo i bambini, per qualche strano motivo, ne sono immuni. Più tardi, Will ha la visione di un coltello e si reca alla Torre degli Angeli, un edificio nel centro di Cittàgazze da cui si sente misteriosamente attratto. Nel mondo di Lyra, il Magisterium fa i conti con le azioni di Lord Asriel, che hanno dimostrato a tutti l’esistenza degli universi paralleli e compromesso la credibilità dell’istituzione; il cardinale Sturrock, capo del Magisterium, è tuttavia deciso ad insabbiare la cosa. I soldati di MacPhail catturano una strega, Katja Sirkka, e la signora Coulter la tortura per avere informazioni sugli altri mondi; la donna, in realtà, è più che altro interessata a trovare Lyra e a scoprire chi è per le streghe, la risposta che l’aletiometro del Magisterium non ha ancora saputo darle. Katja Sirkka, però, piuttosto che cedere preferisce darsi la morte e invoca una strega di nome Ruta Skadi, che la uccide. Prima di dileguarsi, inoltre, Ruta ferisce gravemente il cardinale Sturrock per vendicare Katja; la signora Coulter ne approfitta per fare leva sull’ambizione di MacPhail, offrendosi di eliminare definitivamente Sturrock per favorire la successione di MacPhail e garantirsi un alleato. Serafina Pekkala convoca Lee Scoresby ad un concilio di streghe e gli chiede di mettersi sulle tracce di Stanislaus Grumman, che sembra legato ad un oggetto capace di fornire una potente protezione magica a Lyra. 
- Durata: 49 minuti
- Guest star: Remmie Milner (Lena Feldt), Marama Corlett (Katja Sirkka), Frank Bourke (Fra Pavel), Ian Peck (Cardinale Sturrock), David Langham (Padre Garret), Bella Ramsey (Angelica), Ella Schrey-Yeats (Paola).
- Ascolti UK: telespettatori 5 660 000[4]
- Ascolti USA: telespettatori 227 000 – rating 18-49 anni 0,06%[5]

## La materia oscura
- Titolo originale: The Cave
- Diretto da: Jamie Childs
- Scritto da: Jack Thorne e Francesca Gardiner

### Trama
Lyra e Will si recano nel mondo di quest’ultimo perché il ragazzo vuole rivedere sua madre Elaine. Lyra ne approfitta per visitare la Oxford di quella realtà e si imbatte in Lord Boreal; Lyra ha già incontrato Boreal in un'occasione, quando viveva con la signora Coulter, ma non si ricorda di lui e l'uomo pianifica di usare la cosa a proprio vantaggio. Successivamente, la ragazza decide di cercare un accademico che possa aiutarla a comprendere la Polvere e l’aletiometro la guida da Mary Malone, una fisica che si occupa della materia oscura. Lyra non tarda a rendersi conto che la materia oscura non è altro che la Polvere e lo dimostra utilizzando un’interfaccia computerizzata creata da Mary per interagire con essa; l’interfaccia non è infatti altro che una versione alternativa dell’aletiometro. Interpretando i messaggi dell’interfaccia, Lyra rivela che Mary è destinata ad avere un ruolo importante nei prossimi eventi e dovrà farsi guidare dall’I’Ching, un’arte divinatoria cinese che Mary conosce e che sembra collegata anch’essa alla Polvere. Nel mondo di Lyra, Serafina Pekkala affronta Ruta Skadi e la rimprovera per le sue azioni, che hanno portato il Magisterium a dichiarare guerra aperta alle streghe; Ruta, da parte sua, ribadisce la propria volontà di opporsi con tutte le forze al Magisterium e ad unirsi alla crociata di Lord Asriel. La signora Coulter, intanto, interroga Thorold, il servitore di Lord Asriel, fatto prigioniero in seguito all’incursione a Svalbard, e scopre che Lyra ora si trova in un altro mondo. La nomina di MacPhail è insidiata da un altro candidato e il prelato, consigliato dalla signora Coulter, bombarda i territori delle streghe, venendo acclamato dal Magisterium e ottenendo la carica; la signora Coulter, soddisfatta, gli ricorda il suo debito verso di lei e ottiene di riprendere le ricerche di Lyra. Will fa alcune scoperte che sembrerebbero provare che John è morto, ma Lyra, grazie all'aletiometro, gli dimostra che è ancora vivo, ridandogli speranza.
- Durata: 52 minuti
- Guest star: Frank Bourke (Fra Pavel), Robin Pearce (Oliver Payne), Sasha Frost (Reina Miti), David Langham (Padre Garrett), Ray Fearon (Sig. Hanway), Omid Djalili (Dott. Martin Lanselius), Jamie Wilkes (Uomo dal viso pallido), Johanne Murdock (Alanna Perkins), Jane How (Annabel Parry), Brian Protheroe (Graham Parry).
- Ascolti UK: telespettatori 5 026 000[4]
- Ascolti USA: telespettatori 229 000 – rating 18-49 anni 0,06%[6]

## Il furto
- Titolo originale: Theft
- Diretto da: Leanne Welham
- Scritto da: Jack Thorne e Sarah Quintrell

### Trama
Stanislaus Grumman, ora divenuto uno sciamano, chiama a sé Lee Scoresby con un incantesimo; seguendo il richiamo, Lee arriva nella città di Yenisei, nel nord, ma la sua ricerca di Grumman gli frutta un’accusa di eresia e l’aeronauta uccide un seguace del Magisterium, venendo dunque arrestato. La signora Coulter arriva a Yenisei e interroga Lee per avere informazioni su Lyra, ma il texano non si lascia piegare; sconfitta, la donna riconosce che Lee tiene a Lyra almeno quanto lei e gli fa promettere di proteggerla se dovesse trovarla lui per primo, dopodiché fa in modo di liberarlo senza destare sospetti. Lyra, contro la volontà di Will, torna nell’altro mondo per poter incontrare ancora Mary Malone e usare l’interfaccia, ma viene sorpresa da un poliziotto al soldo di Boreal; inavvertitamente Lyra si tradisce menzionando Will ed è costretta a scappare. La ragazza finisce per farsi aiutare proprio da Boreal, ignara di chi sia lui in realtà, e l’uomo le ruba l’aletiometro. Lyra e Will si introducono in casa sua per recuperarlo e Boreal spiega loro di essere un collezionista di manufatti antichi e potenti; egli vuole aggiungere alla propria collezione il coltello con cui John Parry ha una connessione e offre ai due ragazzi un accordo, chiedendo a loro di recuperare la lama in cambio dell’aletiometro. Nel mondo di Lyra, Serafina Pekkala manda Kaisa da Iorek Byrnison per chiedergli notizie su Lyra; l’orso conferma che la ragazza ha attraversato il varco di Lord Asriel. Mary Malone tenta di comunicare con la materia oscura e consulta l’I’ Ching per portarsi nel giusto stato mentale; l’interfaccia computerizzata risponde al tentativo di Mary, provando l’esistenza di una connessione con l’I’ Ching.
- Durata: 51 minuti
- Guest star: Sasha Frost (Reina Miti), Bella Ramsey (Angelica), Lewis MacDougall (Tullio), Angus Wright (Dott. Haley), Jamie Wilkes (Uomo dal viso pallido), Henry Miller (Porter), Kirsty Besterman (Sam Cansino), Nigel Cooke (Cacciatore di foche), Julie Hale (Zoe), Frankie Hervey (Louise), Alfie Todd (Ben).
- Ascolti UK: telespettatori 4 679 000[4]
- Ascolti USA: telespettatori 234 000 – rating 18-49 anni 0,05%[7]

## Il portatore della lama
- Titolo originale: Tower of the Angels
- Diretto da: Leanne Welham
- Scritto da: Jack Thorne e Namsi Khan

### Trama
Lyra e Will tornano a Cittàgazze e si introducono nella Torre degli Angeli, dove, secondo le indicazioni di Boreal, dovrebbe trovarsi il coltello. Qui, i ragazzi si scontrano con Tullio, fratello maggiore di Paola e Angelica, che si è impadronito dell'arma togliendola al suo proprietario, un uomo di nome Giacomo Paradisi. Will riesce a sottrarre il coltello a Tullio, ma perde le ultime due dita di una mano, tranciate di netto dal coltello; Paradisi gli spiega che proprio quella menomazione identifica il legittimo portatore del coltello e che soltanto Will, d’ora in avanti, ne potrà usare il potere. Il coltello è la Lama Sottile di Cittàgazze, un’arma in grado di tagliare qualunque cosa, inclusi gli Spettri, e di aprire varchi tra i mondi; l’uso scriteriato del suo potere, tuttavia, portò in qualche modo alla comparsa degli Spettri e alla rovina di Cittàgazze. Paradisi istruisce Will sui poteri della Lama Sottile, dopodiché, rimasto senza la protezione dell'arma, si avvelena per non cadere vittima degli Spettri. Tullio, a sua volta indifeso, viene divorato dagli Spettri, causando l’ira di Paola e Angelica. Boreal, in attesa di Lyra e Will, riprende ad investigare sulla Polvere e si offre di finanziare la ricerca di Mary Malone, ma la donna non si fida di lui e rifiuta. Poco dopo, Mary riesce finalmente a comunicare con la materia oscura, che si presenta a lei come ciò che gli umani conoscono come “angeli”. Lee Scoresby incontra finalmente Stanislaus Grumman, che si conferma essere John Parry. L’uomo gli racconta la storia della Lama Sottile, spiegandogli che intende identificare l’attuale portatore per convincerlo ad unirsi a Lord Asriel nella sua lotta contro l'Autorità. Le streghe vogliono vendetta contro il Magisterium; Serafina Pekkala convince Ruta Skadi e alcune altre streghe a seguirla attraverso il varco a Svalbard per rintracciare Lyra e Lord Asriel. Boreal incontra la signora Coulter e la informa del suo accordo con Lyra, invitandola a seguirlo nell’altro mondo per ritrovare la figlia.
- Durata: 51 minuti
- Guest star: Remmie Milner (Lena Feldt), Robin Pearce (Oliver Payne), Sasha Frost (Reina Miti), Lewis MacDougall (Tullio), Bella Ramsey (Angelica), Ella Schrey-Yeats (Paola).
- Ascolti UK: telespettatori 4 749 000[4]
- Ascolti USA: telespettatori 264 000 – rating 18-49 anni 0,07%[8]

## L'accademica
- Titolo originale: The Scholar
- Diretto da: Leanne Welham
- Scritto da: Francesca Gardiner

### Trama
Lyra e Will decidono di usare la Lama Sottile per riprendersi l’aletiometro senza cedere al ricatto di Boreal, ma Will fatica a padroneggiare i poteri dell’arma. La signora Coulter, in attesa dell’arrivo di Lyra, visita il laboratorio di Mary Malone per scoprire qualcosa di più sulla Polvere. L’incontro con Mary, un’accademica come lei ma molto più libera di quanto Marisa non sia mai stata, turba profondamente la signora Coulter e la donna si scopre a odiare il Magisterium e se stessa per ciò che si è ridotta ad essere pur di avere un briciolo di indipendenza. Poco dopo, Mary comunica un’ultima volta con gli angeli: questi la esortano a viaggiare tra i mondi fino ad una meta che le verrà indicata dall’I’Ching e una volta a destinazione dovrà trovare Lyra e Will e assumere “il ruolo del Serpente”. Will si allena fino ad avere il pieno controllo della Lama Sottile, dopodiché i ragazzi danno il via al loro piano: mentre Lyra distrae Boreal, Will apre un varco per introdursi in casa sua e prendere l’aletiometro, ma viene sorpreso dalla signora Coulter. Lyra interviene per difendere l’amico e fa attaccare lo scimmiotto dorato da Pantalaimon, proprio come la signora Coulter aveva fatto con lei a Londra; a differenza della madre, tuttavia, Lyra prova dolore e rimorso per quello che sta facendo e non riesce a trattenerla a lungo. Lyra e Will riescono comunque a riprendersi l'aletiometro e scappare a Cittàgazze, ma la ferita alla mano di Will peggiora in seguito allo scontro. Boreal e la signora Coulter decidono di inseguirli, ma prima dovranno capire come affrontare gli Spettri.
- Durata: 48 minuti
- Guest star: David Langham (Padre Garret), Bella Ramsey (Angelica), Ella Schrey-Yeats (Paola), Lewis MacDougall (Tullio), Julie Hale (Zoe), John Macneill (Guardia di sicurezza).
- Ascolti UK: telespettatori 4 844 000[4]
- Ascolti USA: telespettatori 216 000 – rating 18-49 anni 0,04%[9]

## Le streghe
- Titolo originale: Malice
- Diretto da: Jamie Childs
- Scritto da: Jack Thorne e Lydia Adetunji

### Trama
Nel mondo di Lyra, fra Pavel ottiene finalmente la risposta alla domanda della signora Coulter sulla vera identità di Lyra e la comunica a MacPhail: Lyra è la nuova Eva, destinata a subire la tentazione del Serpente e a decidere il futuro di tutti i mondi, come profetizzato dalle streghe. MacPhail interpreta ciò come il preludio alla seconda caduta del genere umano e invia delle truppe attraverso il varco di Svalbard per trovare ed uccidere Lyra. Serafina Pekkala e Ruta Skadi, accompagnate da due streghe del clan di Serafina, attraversano il varco di Svalbard e arrivano a Cittàgazze; Ruta Skadi, tuttavia, abbandona ben presto il gruppo per unirsi ad una schiera di angeli in viaggio per raggiungere Lord Asriel. Serafina trova Lyra e Will in tempo per salvarli dalla furia dei bambini di Cittàgazze, furibondi per la morte di Tullio e il furto della Lama Sottile; le streghe usano quindi un incantesimo curativo sulla mano di Will, salvandolo. Anche Lee Scoresby e John Parry giungono a Cittàgazze in cerca del portatore della Lama Sottile; Lyra percepisce la loro presenza grazie all’aletiometro e Will convince lei e le streghe a rimanere a Cittàgazze finché non troverà il padre. La signora Coulter e Boreal perlustrano Cittàgazze e la donna scopre di poter controllare gli Spettri a proprio piacimento; a questo punto, la signora Coulter non ha più alcun bisogno di Boreal e lo uccide. Anche Mary Malone, grazie al varco di Boreal, arriva a Cittàgazze e, dopo un breve incontro con Angelica e Paola, prosegue verso la prossima finestra e il mondo successivo guidata dall’I’ Ching.
- Durata: 48 minuti
- Guest star: Frank Bourke (Fra Pavel), Remmie Milner (Lena Feldt), Sasha Frost (Reina Miti), Bella Ramsey (Angelica), Ella Schrey-Yeats (Paola).
- Ascolti UK: telespettatori 4 770 000[4]
- Ascolti USA: telespettatori 202 000 – rating 18-49 anni 0,04%[10]

## Æsahættr
- Titolo originale: Æsahættr
- Diretto da: Jamie Childs
- Scritto da: Jack Thorne

### Trama
Lena Feldt, una delle streghe al seguito di Serafina Pekkala, si reca in perlustrazione a Cittàgazze. La signora Coulter cattura Lena e la tortura fino a farle a confessare l’identità di Lyra come nuova Eva; la donna lascia quindi Lena Feldt in pasto agli Spettri e riprende la ricerca di Lyra, decisa a trovarla prima del Magisterium. Ruta Skadi torna a Cittàgazze dopo aver incontrato Lord Asriel e informa Serafina Pekkala che l’uomo intende sfidare nientemeno che l’Autorità; Ruta vorrebbe che le streghe si unissero a lui, ma Serafina ribadisce il proprio dovere verso Lyra. Lee Scoresby e John Parry vengono raggiunti dalle truppe del Magisterium e danno battaglia, ma hanno la peggio e precipitano al suolo. Lee si sacrifica restando indietro per affrontare i soldati e permettere a John di fuggire; ferito a morte, Lee invoca l’aiuto di Serafina Pekkala, che lascia perciò Lyra e Will assieme alla strega Reina Miti per andare in soccorso dell’aeronauta. Serafina, tuttavia, arriva troppo tardi e Lee Scoresby muore felice di aver dato una mano a Lyra. Will, Lyra e Reina Miti si fermano in un canyon per riposare in attesa del ritorno di Serafina; mentre Lyra e Reina dormono, Will sente il richiamo di John e, seguendolo, si riunisce finalmente al padre. John si scusa per averlo lasciato solo per tutti quegli anni e gli spiega la sua missione, ovvero unirsi a Lord Asriel e usare il potere della Lama Sottile per sconfiggere l’Autorità e ripristinare il libero arbitrio; subito dopo, l’uomo muore, colpito da un soldato del Magisterium. Mentre il ragazzo è lontano, la signora Coulter trova Lyra e la rapisce; Reina Miti viene invece divorata dagli Spettri. Will, scoperta la sparizione dell’amica, intraprende un viaggio tra i mondi per ritrovarla.
- Durata: 48 minuti
- Guest star: Remmie Milner (Lena Feldt), Sasha Frost (Reina Miti), Bella Ramsey (Angelica), Ella Schrey-Yeats (Paola).
- Ascolti UK: telespettatori 4 696 000[4]
- Ascolti USA: telespettatori 347 000 – rating 18-49 anni 0,05%[11]